# ことのはの巫女とことだまの魔女と
『ことのはの巫女とことだまの魔女と』（ことのはのみことことだまのまじょと）は、藤枝雅の漫画作品。
マガジン・マガジン社の雑誌『百合姉妹』で『鳥籠の巫女と気紛れな魔女と』というタイトルで連載されていたが、同誌の休刊に伴い、一迅社から創刊された雑誌『コミック百合姫』に移籍し、同誌の4号まで連載されていた。移籍の際、タイトルを現在の名称に変更した。

## あらすじ
古い建築マニアの魔女グレーティア・ディートリヒは、たまたま結界で隠されていた社を見つけて立ち寄った。その社で出会った、一人の巫女、鴇神紬（ときがみ つむぎ）。彼女は、結界のために自分は外に出ることが出来ないと言うが、レティはそんな彼女に、それは自分で自分を縛る言い訳だと言い放ち、結界を破壊してしまった。紬は微笑んで、レティに告げる。
「貴女（レティさん）と共に征く運命に」
こうして、奇妙な2人の道中が始まった。

## 登場人物
声優はドラマCD版のもの。
グレーティア・ディートリヒ
声：生天目仁美
通称レティ。魔法を使う魔女。ドイツ出身。古い建築マニアで、たまたま立ち寄った神社に結界が張ってあったため、興味本位でその結界を破り、中にいた鴇神紬を外に連れ出した。唯我独尊な性格だが、紬にはそのペースを乱されることも多い。銀髪碧眼の眼鏡っ子。『AliceQuartet OBBLIGATO』の藍原まきのと同い年であることから、そして『飴色紅茶館歓談』の犬飼芹穂（25歳）の2歳年下であることから、年齢は23歳と思われる。
鴇神 紬（ときがみ つむぎ）
声：能登麻美子
レティが神社で出会った巫女。幼い頃から神社の結界の中で一人で過ごしてきたため、世間知らずでおっとりしており、自分を外に連れ出してくれたレティを純粋に慕っている。代々の鴇神の巫女の中でも最も神性が高い故に、結界を張った神域である社以外では、長くは生きられないという運命を背負っており、その証拠として社以外の場所に長時間に続けると喘息を発症しまう体質を持っていた（五十鈴曰く「外界の空気は紬にとって有毒」）が…。6歳の頃から16年間社に閉じ込められていたことから、年齢は22歳くらいと思われる。
鈴代 五十鈴（すずしろ いすず）
声：渡辺明乃
鴇神紬のお目付役の女性。紬のことを心から案じている。鈴代の家は、代々鴇神の者を守る「鈴」の役割を果たしており、彼女もずっと紬を見守り続けていた（なお、鈴代家は十代ごとに名前を変える襲名制で、本作に登場している彼女は50代目に当たる）。紬が患っている喘息を再発させる遠因を作ったレティを最初は「呪い」と糾弾し嫌悪していたが、同時に外界での思い出を作ったとして恩を感じている。基本的に生真面目で堅い口調が目立つ冷徹な性格だが、紬の目付役終了後は豪気な神様に振り回されている。
神様（かみさま）
声：能登麻美子
紬を呪縛から救うために、社に戻ったレティの前に現れた山の神。紬の姿を借りているが、彼女とは異なり、かなり豪快な性格で、世間知らずの紬よりよほど世間慣れしている。ちなみに紬の姿をしているのは、神様が一番見慣れていた紬の姿を真似たため。ドラマCDにて、紬の姿で人前に出るときには、紬の姉の鴇神絹（ときがみ きぬ）と名乗っている。

## 書誌情報
- 藤枝雅 『ことのはの巫女とことだまの魔女と』 一迅社〈百合姫コミックス〉、2006年8月1日初版発行（2006年7月14日発売）、 ISBN 4-7580-7007-5 / 限定版 ISBN 4-7580-7008-3
  - 限定版にはドラマCD『こといろの日々とことほぎの君と』が付属。
  - 限定版ドラマCDにおける担当声優は以下の通り
- 琴織さらさ：水樹奈々
- 犬飼芹穂：ゆかな
- 獅子尾ハル：浅川悠
- 白鳥日乃夏：こやまきみこ

## ドラマCD
- ことのはの巫女とことだまの魔女とドラマCD「マドリガル・ハロウィン」 ISBN 4-7580-7009-1
  - 2006年10月31日発売